# La Versa
"La Versa" S.p.A. (conosciuta anche come "La Versa" - Viticoltori dal 1905 S.p.A.) è un'azienda vinicola italiana specializzata nella produzione di vini e spumanti.
L'azienda ha sede a Santa Maria della Versa, nel cuore dell'Oltrepò Pavese, in provincia di Pavia.

## Storia
Viene fondata con il nome di Cantina Sociale di Santa Maria della Versa il 21 maggio 1905 da Gustavo Cesare Faravelli e altri 22 soci. Nel 1907 viene avviata la produzione di spumanti naturali e nel 1930 viene incominciata la produzione di spumanti metodo classico. Nel 1935 vengono degorgiate e commercializzate le prime bottiglie di Gran Spumante La Versa, il quale diventa il primo spumante metodo classico millesimato d'Italia. In pochi anni la produzione arriva ad un regime di 40.000 di media.
Nel 1950 la società cooperativa viene trasformata in Cantina Sociale di Santa Maria della Versa S.p.A. Nel 1975 La Versa è tra le sei aziende fondatrici dell'Istituto Italiano Spumante Classico, che si occuperà della tutela dello spumante di qualità e il presidente Antonio Giuseppe Denari ne assume la presidenza.
Dopo più di un secolo di attività, il 21 luglio 2016 Il Tribunale di Pavia ha dichiarato il Fallimento della società "La Versa Viticoltori dal 1905 S.p.A.".
In data 20 febbraio 2017 è stata acquisita, attraverso un'asta telematica indetta dal curatore fallimentare, da una nuova società, "Valle della Versa S.r.l.", costituita da "Cavit Soc. Coop." (30%), già leader nella produzione di vini in Trentino, e "Terre d'Oltrepò Soc. Coop.a.p.a" (70%), società attiva da numerosi anni nel territorio dell'Oltrepò nel settore enologico.
A fine novembre 2019 "Cavit Soc. Coop." ha ceduto le quote di partecipazione di "Valle della Versa S.r.l." al socio di maggioranza "Terre d'Oltrepò Soc. Coop.a.p.a" lasciando così il controllo della Società interamente alla Cooperativa con sede a Casteggio (PV).
Il 10 febbraio 2020 viene approvata dall'Assemblea straordinaria dei Soci di "Terre d'Oltrepò Soc. Coop.a.p.a" la fusione tra quest'ultima e "Valle della Versa S.r.l.".

## Premi e riconoscimenti
Viene insignita del Grand Prix all'Esposizione Internazionale di Parigi del 1937.

## Sponsorizzazioni
Nel 1995 l'azienda ha sponsorizzato il Gran Premio d'Italia 1995. Dal 1997 al 2000 è stata sponsor ufficiale del Giro d'Italia.
Nel settore calcistico, è stata prima partner tecnico e poi fornitore ufficiale della Juventus Football Club nel triennio 2001/2002, 2002/2003 e 2003/2004
È stata sponsor principale del Pavia Calcio militante in Lega Pro.
Per la stagione 2015\2016 è partner ufficiale delle Zebre Rugby.